# Нарвская застава (музей)
Государственный краеведческий музей «Нарвская застава» (Санкт-Петербург, ул. Ивана Черных, 23 и пр. Стачек, 45) — музей в Санкт-Петербурге.

## История
Историко-краеведческий музей изучает и хранит историю земель, где раскинулся Кировский район Санкт-Петербурга. Часть экспозиции музея размещается в 5 залах правого крыла усадьбы Е. Р. Дашковой — «Кирьяново» (пр. Стачек, 45), а продолжение находится на ул. Ивана Черных, 23, в бывшем доме Л. Э. Гехта. Вместе они составляют единый историко-краеведческий музейный комплекс.
Музей был образован как государственное учреждение в июле 1990 г. Его предшественник, историко-революционный общественный музей, открыл свои двери для посетителей ещё в 1972 г. на ул. Ивана Черных, 23, а в 1984 г. получил почётное звание Народного музея. В 2007 г. открылась вторая площадка музея в правом крыле усадебного дома Е. Р. Дашковой.
Музей ведёт широкую научно-исследовательскую деятельность и культурно-просветительную работу, проводит научно-практические конференции. За последнее время изданы книги по истории Петергофской дороги и усадьбы Кирьяново. Музей ежегодно участвует в культурно-массовых мероприятие различного уровня, всероссийских и общегородских: «Ночь музеев», Всероссийский фестиваль "Интермузей", конкурс "Музейный Олимп", фестиваль "Детские дни в Петербурге", "Музейная Радуга", городской конкурс для школьных и семейных команд "Большая регата". Проводит множество разнообразных детских мероприятий.

## Экспозиция на пр. Стачек, 45. Усадьба княгини Е. Р. Дашковой
Экспозиция, размещённая в усадебном доме, рассказывает о предыстории тех земель, где расположена усадьба, начиная с древнейших времён, о блестящем аристократическом предместье — Петергофской дороге, история усадьбы Кирьяново и жизненном пути и деятельности её хозяйки княгини Е. Р. Дашковой.

### Древнейшая история и период Ингерманландии
Природным условиям этих земель, различным периодам в их допетербургской истории, их постепенному заселению и населявшим их народностям посвящён первый зал музея. Финно-угорские племена соседствовали на приневских землях со славянами, эти территории также привлекали внимание викингов, которых на Руси называли варягами.
Вдоль берега Финского залива тянулась приморская дорога, соединяющая деревни коренных жителей этих земель — народностей води и ижоры, последняя из которых дала название Ижорской земле. В музее представлена реконструкция ижорского жилища, наполненная старинной утварью, предметами быта. Главным занятием ижор была рыбная ловля. У них была очень развита песенная культура, фольклор. Сегодня коренные народы по-прежнему живут здесь, но в очень малом количестве.
Приневские земли входили во владения Великого Новгорода. Модели старинных кораблей в экспозиции напоминают о проходивших здесь водных торговых путях, держать которые под контролем было очень выгодно. С XIII века увеличилось военное противостояние за эти земли между Новгородом и Швецией, а также немецкими рыцарями. На территории Приневья появляются деревянные и каменные крепости: Копорье, Выборг, Корела, Ям, Орешек. В музее представлены археологические находки из Старой Ладоги и Новгорода — детали военного снаряжения и предметы быта.
С конца XV века Невский край оказался под влиянием московского государства. Для сбора податей Новгородская земля делилась на пять частей — «пятин», и Приневье вошло в состав Водской пятины. Из писцовых книг того времени мы знаем название деревень по приморской дороге. Одна из них, Калинна (Кальюла), изображена на картине в экспозиции.
В экспозиции представлены картины с видами города Ниена и его окрестностей. Этот небольшой торговый и ремесленный город находился в XVII веке на территории современного Петербурга, при впадении реки Охты в Неву, напротив шведской крепости Неиншанц. В то время эти земли входили в состав шведского государства и назывались Ингерманландией. От Ниена шла паромная переправа на левый берег Невы, и далее дорога — Нарвский тракт. На участке от Автово до Лигово он соединялся с Приморской дорогой. Как выглядело это старинное перепутье можно увидеть на музейном макете. На нём изображён Красный кабачок, который был пожалован Петром I его «толмачу» (переводчику) Семёну Иванову и стал позднее одним из знаменитейших мест на Петергофской дороге.

### Петровский период и основание Петергофской дороги
Император Пётр I решил вернуть Ижорскую землю России, и в 1700 г. начинается Северная война, в ходе которой в устье Невы появляется город Санкт-Петербург. Южное побережье залива имело исключительное значение для Петра. По старинной приморской дороге добирался он до строящейся крепости Кроншлот, а после военных побед задумал сформировать здесь по европейскому образца парадный морской «фасад» новой столицы. В 1710 г. по указу Петра побережье было разделено на участки, которые были розданы приближённым царя. Сформировалось дачное аристократическое предместье Петербурга — Петергофская дорога. Тогдаже Пётр проводит грандиозные реформы — меняется образ жизни, внешний облик знати.
Ближайший к городу приморской даче был Екатерингоф — «двор Екатерины». Это был подарок царя супруге Екатерине Алексеевне, будущей Екатерине I. Неподалёку располагались усадьбы их дочерей Анны и Елизаветы: Анненгоф и Елезаветгоф. В устье Фонтанки был построен Подзорный дворец Петра I. Этот «семейный» ансамбль служил примером для подданных при строительстве приморских дач.
В музее можно увидеть макет усадьбы Екатерингоф с дворцом и каналом, хозяйственными постройками и регулярным парком. Екатерингоф был основан в 1711 г. в честь первой морской победы России, произошедшей 7 мая 1703 г. Главным праздниками здесь всегда были майские дни. в XIX веке Екатерингофский дворец был превращён в первый музей, посвящённый памяти Петра Великого. В экспозиции представлены фотографии его интерьеров. Дворец сгорел и был разобран в 20-е годы XX века, а парк Екатерингоф существует и сейчас.
Витрины музея наполняют подлинные предметы Петровской эпохи. Это уникальная археологическая коллекция, найденная в 2003 г. археологом П.Сорокиным на месте Екатерингофского дворца. Замечательные печные изразцы с ручной кобальтовой росписью.

### Усадьба Кирьяново и княгиня Е. Р. Дашкова
Е. Р. Дашкова получила участок на Петергофской дороге от своего крёстного отца Петра III в 1762 году. Название усадьба получает в честь святых Кира и Иоанна, память которых отмечалась в день дворцового переворота 28 июня 1762 г. В музее находится уникальная икона XVIII века, на которой изображены святые Кир и Иоанн, а между ними святой Пантелеимон. Можно предположить, что аналогичная икона с изображениями святых, в честь которых названа усадьба, могла быть в усадьбе Е. Р. Дашковой.
В 1777 г., когда княгиня путешествовала по Европе, наводнение повредило первый деревянный усадебный дом, но вернувшись в Петербург в 1782 г., княгиня жила на своей даче. Именно как выглядел первый усадебный дом и территория участка, преобразованная по указу Е. Р. Дашковой, можно увидеть на макете в экспозиции музея. Этот комбинированный макет содержит в себе и два дворца, что находились по-соседству — Анненгоф и Елизаветгоф.
В 1783 г Екатерина II назначила Дашкову директором Академии наук и председателем Российской Академии. В этом же году императрица пожаловала княгине деньги на строительство нового загородного дома. Дом был отстроен в камне, а незадолго после этого, были созданы гравюры с изображением обоих его фасадов. Копии гравюр являются частью экспозиции.
Как писал И. Г. Георги, усадьба была создана самой хозяйкой «без помощи архитектора и садовника». С этим домом связаны те годы, когда Е. Р. Дашкова стояла во главе двух академий.
Павел I отправил княгиню в ссылку в Новгородскую губернию, вернувшись из которой она проживала в Москве и подмосковном имении. Умерла она в 1810 г., оставив приморскую дачу двоюродному племяннику И. И. Воронцову-Дашкову.
В зале, посвящённом Е. Р. Дашковой, представлен образ усадебной гостиной. Представлен подлинный мебельный гарнитур из одной из дач по Петергофской дороге.

### Княгиня Е. Р. Дашкова во главе двух академий
Музейный зал посвящён периоду, когда Е. Р. Дашкова возглавляла академическую науку. Обставлен он мебелью из Академии наук, а большой круглый стол и зеркальный шкаф переданы в музей из усадьбы почётного члена Академии наук С. К. Грейга. Центральный объект зала — картина «Заседание Академии Российской» представляет тех, кто мог собираться в доме Е. Р. Дашковой для работы над первым толковым словарём русского языка. В музее можно увидеть протокол первого заседания Российской Академии, созданной по инициативе княгини в 1783 г., с подписями избранных академиков: деятели науки, писатели, представители высшего духовенства, высших государственных чинов. Результатом их работы явился «Словарь Академии Российской», первый толковый словарь русского языка, подлинных 5 томов (из 6 выпущенных) представлены в экспозиции музея.
Особую ценность представляют подлинные академические издания второй половины XVIII века: учреждённый Е. Р. Дашковой литературный журнал «Собеседник любителей российского слова», где печатались статьи самой княгини и даже Екатерины II, а также первая научно-популярная энциклопедия для юношества «Зрелище природы и художеств».
С большим уважением Е. Р. Дашкова относилась к М. В. Ломоносову. В экспозиции находится картина, изображающая приезд к учёному Екатерины II и Е. Р. Дашковой в 1764 г. В музее представлены археологические предметы, найденные при раскопках Бонова дома, в котором жил М. В. Ломоносов до 1757 г.
Об активной академической деятельности княгини рассказывают копии архивных документов, среди которых — документы о строительстве нового здания Академии наук, об архитектурных спорах с автором проекта Д. Кваренги, о создании в академии пенсионного фонда. Здесь можно прочитать газетное объявление, приглашающее публику на учреждённые княгиней публичные лекции по разным наукам.
Глава двух академий была в то же время музыкантом, композитором, певицей. В музее, на клавесине XVIII века, лежит копия нотного альбома княгине, содержащего сочинённые ею музыкальные произведения.
О «Натуральном кабинете» — коллекции, которую собирала Е. Р. Дашкова, напоминают окаменелости и минералы, размещённые в экспозиции.
В 2018 году был открыт новый экспозиционный комплекс «Великобританский трактир в усадьбе Кирьяново».

## Экспозиция на ул. Ивана Черных, 23
Вторая площадка (ул. Ивана Черных, 23) находится в здании, где 30 июля (12 августа) 1917 года происходило заседание VI съезда РСДРП (большевиков), «нацелившего партию на вооруженное восстание». Само здание построено в 1899 как казённое учреждение для заготовительной конторы. Является типичным для делового Петербурга рубежа XIX—XX вв. строением.
Экспозиция музея рассказывает о предпринимателях, о купцах, о жизни рабочих за Нарвской заставой, о ярких революционных событиях. Значительный раздел посвящён жизни людей за Нарвской заставой в первые годы Советской власти. С 1934 года эта территория становится Кировским районом. В экспозиции представлены материалы о героической обороне Ленинграда в годы блокады, когда Кировский район был фронтом. Музей рассказывает о знатных людях, Героях Социалистического труда эпохи советской власти, а также представляет материалы о современной жизни Кировского района.

### Новосивковская улица
Улица Ивана Черных до 1965 года называлась Новосивковской. Название она получила по фамилии последних владельцев - Сивковых. А.Д. Сивков был профессором архитектуры, директором Императорского Фарфорового завода. Его жена, Мария Ивановна, принадлежала к богатому купеческому роду Пономарёвых. После смерти супругов имение было разделено на 47 участков и распродано. Тогда же,  в 1882 году, здесь была проведена улица.
Макет в экспозиции наглядно показывает как выглядела улица на рубеже XIX и XX веков. Плотно застроенная двух-трёхэтажными деревянными и каменными домами. С храмом Сергия Радонежского, эта улица включала около восьмидесяти коммерческих заведений: всевозможных лавок, трактиров, чайных, контор, кузнец, мастерских. Эта улица ремесленников и предпринимателей говорила на разных наречиях. Здесь можно было услышать немецкий, французский, английский, польский, еврейский, татарский и другие языки.

### Контора Гехтов
Первыми хозяевами дома на Новосивковской улице, где размещается музей, были австрийские подданные Людвиг Эдуардович Гехт и его супруга Екатерина Яковлевна. Они были посредниками по поставкам швейных машин разных фирм из Европы в Россию. Имели магазины в центре Санкт-Петербурга. В 1899 году Гехты построили на Новосивсковской улице одноэтажный дом, предназначенный под контору и магазин по продаже швейных машин. Музейная реконструкция этой конторы со швейными машинками разных популярных в то время марок (Зингер, Науманн, Кёхлер и др.) представлена в экспозиции. В 1903 году Людвиг Гехт продал земельный участок с домом Эдуарду Тису, занимавшемуся продажей хлопчатобумажных изделий. С 1916 года, это предприятие переходит к бывшему служащему конторы Тисов П. Е. Габулу.

### Предприниматели Нарвской заставы
Со второй половины XIX столетия быстрыми темпами развивается предпринимательство. На землях вдоль Петергофской дороги строятся заводы, фабрики, мануфактуры. Территория заставы превращается в промышленную окраину Санкт-Петербурга. В экспозиции музея ярко и образно представлены жизнь и быт успешных деловых людей Нарвской части Петербурга, с которой связана целая плеяда отечественных предпринимателей: Н. И. Путилов, Л. Е. Кёнинг, П. И. Пономарёв, И.А. Дурдин.
Видным предпринимателем был "огородных дел мастер" Абрам (Аврамий) Михайлович Ушаков. Он был выходцем из крестьян Ярославской губернии, известным благотворителем. На его деньги построена школа, земское училище, церковь, приют, до сих пор в здании Ушаковской больницы на проспекте Стачек работает детская поликлиника. Потомками купца в музей переданы личные вещи и предметы домашнего обихода семьи Ушаковых.
Музейная реконструкция кабинета успешного делового человека Нарвской заставы наполнена большим количеством подлинных музейных предметов, рассказывающих о быте той эпохи.

### Чайная М. Н. Травникова
В начале XX века на Новосивковской улице было с десяток чайных. Как они выглядели, можно узнать из музейной реконструкции чайной М. Н. Травникова, выходца из крестьян Тверской губернии. Эта чайная работала в 1916 г. в доме, где расположен музей. Реконструкцию наполняет утварь и другие предметы той эпохи: самовар, фаянсовая и керамическая посуда, граммофон, фортепиано. Посетителями чайных были крестьяне, купцы, рабочие.

### Жизнь и быт рабочих Нарвской заставы
В музее можно также увидеть реконструкцию комнаты рабочего Нарвской заставы рубежа XIX и XX веков с большим количеством подлинных предметов того времени, узнать о бытовых условиях жизни людей.

### Революционные события и первые годы Советской власти
Экспозиция музея рассказывает о революционных событиях 1905 и 1917 годов. Дом на Новосивковской оказался в самой гуще революционных событий. Здесь в марте 1917 года разместился Петергофский районный комитете РСДРП (б). 30 июля (12 августа) 1917 года в доме на Новосивковской произошло историческое событие - девятое заседание VI съезда РСДРП (б), взявшего курс на подготовку вооружённого восстания. В память об этом событии на фасаде здания была установлена мемориальная доска.
Из протокола девятого заседания VI съезда РСДРП (б), можно сделать вывод, что и товарищ Сталин присутствовал на этом съезде и был в этом доме. С именем товарища Сталина связан один интересный экспонат. Это украшение музея - модель рыболовецкого траулера "Большевик". Этот уникальный экспонат, предположительно, находился в непосредственной близости от товарища Сталина - модель стояла в кабинете вождя.
Отражён и сложный период в истории нашей страны и города: годы НЭПа, индустриализации, культурного строительства. Особенно интересны фотоизображения зданий в стиле конструктивизма, ведь только в Кировском районе Санкт-Петербурга сохранился целый архитектурных комплекс этого авангардного направления.

### Кировский район — район-фронт
Кировский район в годы Великой Отечественной войны — это район-фронт, форпост обороны Ленинграда. Музейная экспозиция освещает различные периоды обороны города и блокады: эвакуацию жителей, строительство оборонительных укреплений, службу бойцов МПВО, работу предприятий района в осаждённом городе. Посетители музея могут увидеть уголок комнаты блокадного быта. В здании, где находится сейчас музей, во время блокады жили люди, здесь были коммунальные квартиры. Уникальный экспонаты это два дневника — 18-летней Лиды Шиленок и ленинградского школьника Саши Зуева, который пережил первую страшную зиму блокады в Кировском районе. Дневник Лидии Шиленок был найден в одной петербургской квартире во время ремонта. Его долгое время бережно хранили у себя, а затем передали в музей жители Кировского района — Надежда Иванова и Мария Игнатович. Дневник Саши Зуева уже долгое время хранится в экспозиции музея.

### Кировский район 50—70-е годы
В послевоенные годы все имеющиеся ресурсы были направлены на восстановление индустриального потенциала: на Кировском заводе вступают в строй новые цеха. Значительно увеличивает свои мощности Судостроительный завод имени А. А. Жданова, принимают суда новые причалы Морского порта, строительные тресты ведут застройку района. Совершенствуется технология и культура труда, создаются комплексные бригады. В экспозиции представлены портреты рабочих Кировского района — Героев Социалистического Труда, депутатов Верховного Совета СССР.
В музее хранятся модели кораблей, построенных на «Северной верфи», и макеты дизельных и атомных подводных лодок, в разработке которых участвовали специалисты проектных и научно-исследовательских институтов Кировского района — части военно-промышленного комплекса.
В реконструкции комнаты послевоенного Ленинграда посетители могут увидеть подлинные предметы советского быта, переданные музею жителями Кировского района.
В музее отражена и советская жизнь этого округа, который активно развивается и благоустраивается. Заводы района выпускают современную технику как для обороны, так и для потребителей. Ведётся жилищное строительство, развиваются транспортные магистрали.